# Пайлот-Гроув (Міссурі)
Пайлот-Гроув (англ. Pilot Grove) — місто (англ. city) в США, в окрузі Купер штату Міссурі. Населення — 665 осіб (2020).

## Географія
Пайлот-Гроув розташований за координатами 38°52′25″ пн. ш. 92°54′45″ зх. д. / 38.87361° пн. ш. 92.91250° зх. д. (38.873626, -92.912611).  За даними Бюро перепису населення США в 2010 році місто мало площу 1,09 км², уся площа — суходіл.

## Демографія
Згідно з переписом 2010 року, у місті мешкало 768 осіб у 304 домогосподарствах у складі 193 родин. Густота населення становила 706 осіб/км².  Було 334 помешкання (307/км²).
Расовий склад населення:
| - 96,5 % — білих - 1,3 % — чорних або афроамериканців - 0,4 % — корінних американців - 0,4 % — азіатів |

До двох чи більше рас належало 1,4 %. Частка іспаномовних становила 1,0 % від усіх жителів.
За віковим діапазоном населення розподілялося таким чином: 23,4 % — особи молодші 18 років, 51,3 % — особи у віці 18—64 років, 25,3 % — особи у віці 65 років та старші. Медіана віку мешканця становила 43,4 року. На 100 осіб жіночої статі у місті припадало 80,7 чоловіків;  на 100 жінок у віці від 18 років та старших — 74,5 чоловіків також старших 18 років.
Середній дохід на одне домашнє господарство  становив 44 608 доларів США (медіана — 35 972), а середній дохід на одну сім'ю — 54 377 доларів (медіана — 51 125). Медіана доходів становила 33 021 долар для чоловіків та 27 188 доларів для жінок. За межею бідності перебувало 17,8 % осіб, у тому числі 21,8 % дітей у віці до 18 років та 13,9 % осіб у віці 65 років та старших.
Цивільне працевлаштоване населення становило 286 осіб. Основні галузі зайнятості: освіта, охорона здоров'я та соціальна допомога — 18,5 %, мистецтво, розваги та відпочинок — 10,5 %, будівництво — 10,1 %.